# Mecerreyes
Mecerreyes là một đô thị trong tỉnh Burgos, Castile và León, Tây Ban Nha.
Dân số 312 người, giáp Covarrubias.